# Dżamil
Dżamil, arab. جميل (pełne imię: Dżamil Ibn Abd Allah Ibn Mamar al-Uzri) (ur. ok. 660 w pobliżu Medyny, zm. 701 w Egipcie) – poeta arabski okresu umajjadzkiego, najsłynniejszy przedstawiciel poezji uzryckiej.
Należał do plemienia Banu Uzra i większość swojego życia spędził na terenie Hidżazu i Nadżdu. Pod koniec życia udał się do Egiptu, gdzie pisał kasydy opiewające namiestnika Abd al-Aziza Ibn Marwana, tam też zmarł w 701. Jego biograficzna legenda koncentruje się na jego miłości do stryjecznej siostry, Busajny, trwającej od jego wczesnej młodości aż do końca życia (nazywa się go czasem Dżamil Busajna, czyli „Dżamil od Busajny”). Rodzice Busajny odmówili Dżamilowi ręki swojej córki i przez resztę życia opiewał on swoją nieszczęśliwe uczucie w miłosnych wierszach. Z biegiem czasu stał się najsłynniejszym „uzryckim kochankiem” (nazwa zapożyczona od jego plemienia), który przez całe życie darzy uczuciem jedną kobietę idealną i niespełnioną miłością. Powstała w ten sposób poezja uzrycka przedstawiała zatem wzorzec miłości całkowicie odmienny od poezji hidżazyjskiej, z jej najważniejszym przedstawicielem Umarem Ibn Abi Rabi'a, opiewającej w lekkim i zabawnym stylu przelotne miłostki.
Z dywanu Dżamila, który był w szerokim obiegu w IX wieku, kiedy studiowali go tacy filolodzy jak Ibn al-Anbari i Ibn Durajd, do dnia dzisiejszego przetrwało około 800 wersów. Noszą one piętno niezaprzeczalnie oryginalnej osobowości, chociaż nieco zamglonej przez tłum naśladowców i konwencje literackie swoich czasów. Dżamil był pierwszym poetą, który pisał o miłości jako kosmicznej sile, przyciągającej do siebie ludzi od momentu ich narodzenia i żyjącej nawet po ich śmierci. Wierny tradycji uzryckiej ciągle podkreślał czystość i szlachetność miłości, cnoty wyrzeczenia się siebie i zdolności do wielbienia ukochanej, przy znoszeniu swojego cierpienia. W ten sposób rozwinął beduińską tradycję miłości, wzbogacając ją o swoje własne doświadczenie, w którego przejmującą szczerość nie można wątpić. Jego poezja, wraz z wierszami opisującego miłość z tak odmiennej perspektywy Umara, szybko stała się klasyczna (Al-Walid ibn Jazid był dumny ze swojej umiejętności pisania wierszy „w manierze Dżamila i Umara”).